# 吳珵 (天順進士)
吳珵（1426年—？），字汝璉，浙江湖州府長興縣人，明朝政治人物。同進士出身。

## 生平
景泰七年（1456年）丙子科浙江鄉試第九十名。天順元年（1457年）聯捷丁丑科會試第七十三名，殿試登進士第三甲第三十名。

## 家族
曾祖父吳宗本。祖父吳惠孚。父亲吳孝琰。